# 58e régiment d'infanterie (France)
Pour les articles homonymes, voir 58e régiment.
Le 58e régiment d'infanterie (58e RI) est un régiment d'infanterie de l'Armée de terre française créé sous la Révolution à partir du régiment de Rouergue, un régiment français d'Ancien Régime.

## Création et différentes dénominations
- 1667 : création du régiment de Montpeyroux
- 1671 : renommé régiment de Rouergue
- 1er janvier 1791 : par ordonnance royale le régiment devient le 58e régiment d'infanterie
- 1793 : dissolution du régiment
- 1796 : formation de la 58e demi-brigade
- 1803 : la 58e demi-brigade devient 58e régiment d'infanterie de ligne
- 1814 : le 58e régiment d'infanterie de ligne devient 54e régiment d'infanterie de ligne, le 62e régiment d'infanterie de ligne devient 58e régiment d'infanterie de ligne
- 1815 : le régiment est licencié
- 1820 : formation du 58e régiment d'infanterie de ligne à partir de la 79e légion de Tarn-et-Garonne (formé en 1815)
- 1887 : renommé 58e régiment d'infanterie
- 1924 : dissolution
- 1939 : recréé sous le nom de 58e demi-brigade alpine de forteresse
- 1940 : dissolution

## Chefs de corps
- 1796 : colonel Claude Clément (*)
- 1798 : chef de brigade Pierre Macon (*)
- 1804 - 1807 : colonel Jean Baptiste Arnaud
- 1809 : colonel Jean-Baptiste-Henri Legrand, blessé Cassano
- 1832 : colonel Alexandre Mocquery
- 22 avril 1847 : colonel Joseph-Décius-Nicolas Mayran (*)

- 22 décembre 1851 : général de brigade Joseph-Décius-Nicolas Mayran (*)

## Historique des garnisons, combats et batailles du58eRI

### Ancien Régime
Le 58e RI est issu du Régiment de Walsh
- 1760 : Bataille de Corbach

### Guerres de la Révolution et de l'Empire

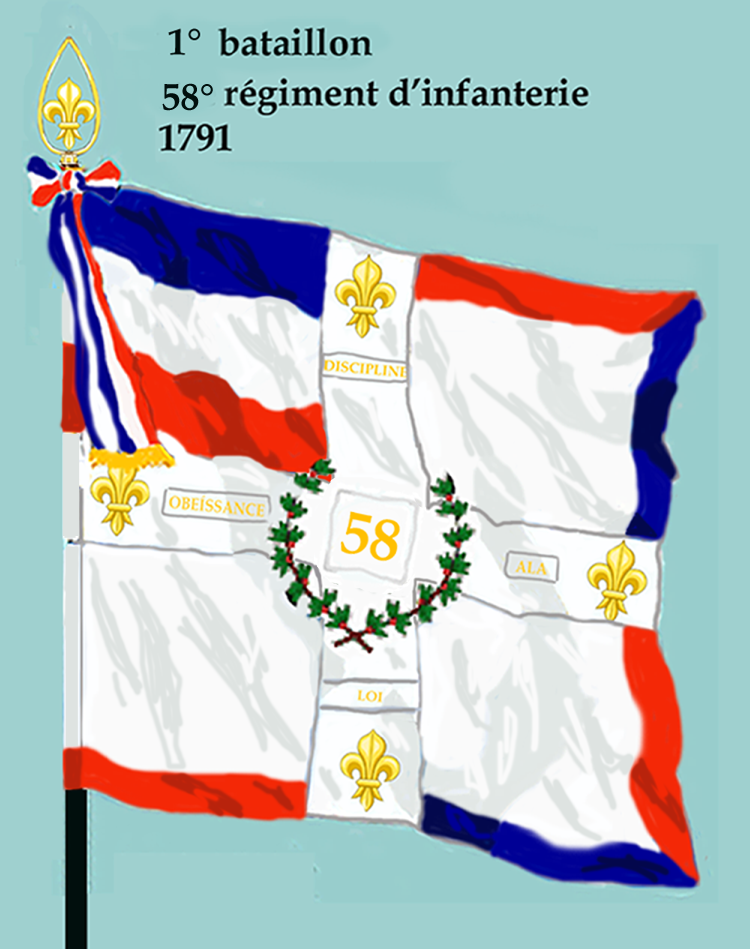
Drapeau du 1er bataillon du 58e régiment d'infanterie de ligne de 1791 à 1793
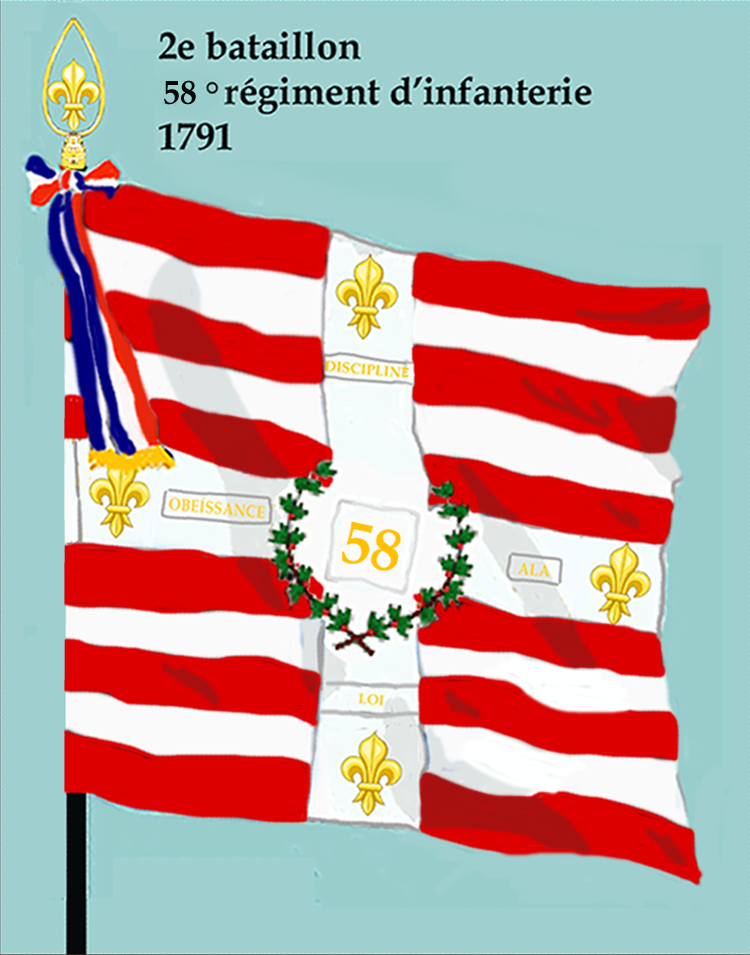
Drapeau du 2e bataillon du 58e régiment d'infanterie de ligne de 1791 à 1793

En 1791, le régiment de la Martinique, qui s'était révolté en 1790, était toujours retranché au fort Bourbon. Afin de débloquer la situation le régiment de la Guadeloupe, appelé pour combattre cette insurrection, se révolta également et alla rejoindre les insurgés.
 Les 2e bataillons des 31e, 34e et 58e régiment d'infanterie furent embarqués à Brest ainsi que le 2e bataillon du 25e embarqué à Nantes et débarquèrent en Martinique pour être employé contre les rebelles. Les 2e bataillons des 25e et 34e refusèrent d'agir contre les rebelles. Ils furent renvoyés en France et débarquèrent en juin à Rochefort et à Brest. Le 2e bataillon du 58e refusa quant à lui de débarquer et revint en juin à Brest.
- 1792 : Armée de la Moselle
  - 1er décembre : expédition de Trèves
  - Siège de Thionville (dépôt)

Lors de la première réorganisation, en 1793, la 58e demi-brigade n'a pas été formée.
Lors de la seconde réorganisation, en 1796, la 58e demi-brigade est composé de :
- La 67e demi-brigade de ligne (1er bataillon du 34e régiment d'infanterie ci-devant Angoulème, 2e bataillon de volontaires de Paris et le 11e bataillon de volontaires de la Manche.
- La 197e demi-brigade de ligne (1er bataillon du 111e régiment d'infanterie, 2e bataillon de volontaires de la Seine-Inférieure et 7e bataillon de volontaires de la Somme
- 2e bataillon du 92e régiment d'infanterie ci-devant Walsh
- 2e bataillon du 111e régiment d'infanterie
- 1er bataillon provisoire des Côtes-de-Brest
- 4e bataillon de volontaires de la Gironde

En 1803 (arrêté du 1er vendémiaire an XII), la 58e demi-brigade devient 58e régiment d’infanterie de ligne.
- 1805 :
- 2 décembre : Bataille d'Austerlitz
- 1807 : Corps d'observation de la Gironde
- 1808 : Armée de Portugal - Guerre d'indépendance espagnole

- 1814 : Guerre d'indépendance espagnole
  - 27 février 1814 : bataille d'Orthez

### 1815 à 1852
- 1828-1829 : participation au corps expéditionnaire en Grèce au sein de la 2e brigade du général  Philippe Higonet.
- 1829-1833 : un des régiments d'occupation dans le Péloponnèse.
- 1832 : Siège d'Anvers (1832)

### Second Empire
- Par décret du 2 mai 1859, le 58e régiment d'infanterie fournit 1 compagnie pour former le 101e régiment d'infanterie de ligne.

### 1871 à 1914
- Le 3 avril 1871, lors de la Commune, 130 hommes, dont le bataillon avait refusé de tirer sur la Garde Nationale, sont tués par les sergents de ville[2].

### Première Guerre mondiale
En 1914 casernement: Avignon, Arles; 59e brigade d'Infanterie; 30e division d'infanterie; 15e Corps d'Armée.

#### 1914
Le 7 août le régiment arrive à Juvelize en Meurthe-et-Moselle. le 10 août les premiers tirs ont lieu à Bezange-la-Petite. Le 11 août le régiment combat dans la commune de Lagarde (Moselle), les combats font environ 550 morts chez les Français du XVe corps de Marseille et du 58e régiment d'infanterie d'Avignon, et 360 côté allemand. Le général Lescot qui avait préparé l'attaque alors que les ordres du général Édouard de Castelnau étaient de ne "rien faire" avant le 14 août, est jugé responsable de cette défaite et limogé par le commandant de la 2e armée. La journée du 11 août coûte au 3e Bataillon une quinzaine d'officiers et 969 hommes tués, blessés ou prisonniers.
Le 19 août 1914 dans la Forêt de Bride et Koeking lors de la Bataille de Morhange (1914), le 1er et 2e bataillons reçoivent le baptême du feu, les pertes sont d'environ 700 hommes. Le 20 août 1914 à Dieuze, les pertes sont de 1 150 soldats.
Le 7 septembre le régiment arrive à Longeville-en-Barrois à 6 kilomètres au sud de Bar-le-Duc. Le 9 septembre le 58e et le 40e régiment d'infanterie pénètrent dans Longeville-en-Barrois malgré la résistance de l'ennemi, qui lance vainement une contre-attaque. Durant la Bataille de la Marne (1914).
Le 12 septembre, le 58e quitte les avant-postes de la région de Malancourt pour passer en réserve d'armée. Le 24 septembre il occupe le Sud d'Avocourt et organise la défense. Le 30 septembre, le Régiment relève le 111e régiment d'infanterie aux avant-postes dans les secteurs de la Maye. Le 2 octobre le régiment perd 14 hommes, 36 blessés et 5 disparus. Le Régiment travaille, du 5 au 24 octobre 1914 aux travaux d'organisation de la position de Lahaymeix. Le 2 novembre il relève le 258e régiment d'infanterie aux avant-postes à Consenvoye. Le ravitaillement est difficilement assuré à cause du mauvais état des routes et il faut aller loin chercher de l'eau potable. Le 19 décembre, le régiment est dans la région de Cumières (Marne).

#### 1915
Le régiment participe à la bataille de Champagne (1915) de septembre 1915 à octobre 1915.

#### 1916
Casernement à Reims en mai[réf. nécessaire].
Le 21 juin il traverse la « Voie sacrée », arrive à Verdun et combat sur l'ouvrage de Froideterre. Les pertes du 58e à Verdun du 23 juin au 16 août sont de 134 tués dont 4 officiers, 422 blessés dont 7 officiers et 5 disparus.

#### 1917

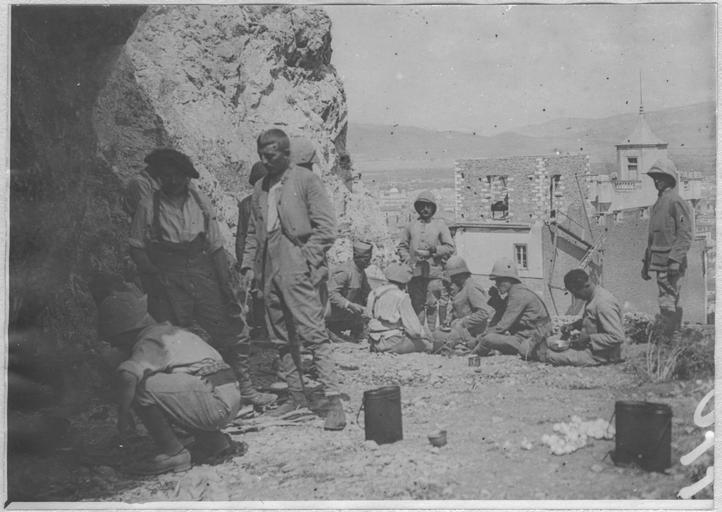
Soldats du occupant le Lycabette à Athènes le 27/6/1917.

le régiment embarque à Marseille le 16 janvier 1917 sur l'Amiral Olry. Il arrive à Salonique le 25 janvier. Le 8 juin le régiment débarque à Athènes. Du 29 juillet au 23 septembre dans le secteur de Monastir.

#### 1918
Le 5 mars dans les tranchées en Bulgarie et la Campagne de Serbie (1918) en septembre. Le régiment arrive à Bucarest le 28 novembre.

#### 1919
Le 4 février le régiment occupe Tiraspol. Combat contre les Bolcheviks. A Chadsymusy (8 avril, 3 mai), NewKichkany (3-15 mai) et Zaim du 15 mai au 12 juin. À la suite du traité de Versailles, entrée du 58e régiment d'infanterie faisant partie de la 30e division d'infanterie à Kyoustendil qui occupe l'est de la Bulgarie, comme troupe d'occupation.
Le 12 juin dissolution du régiment.

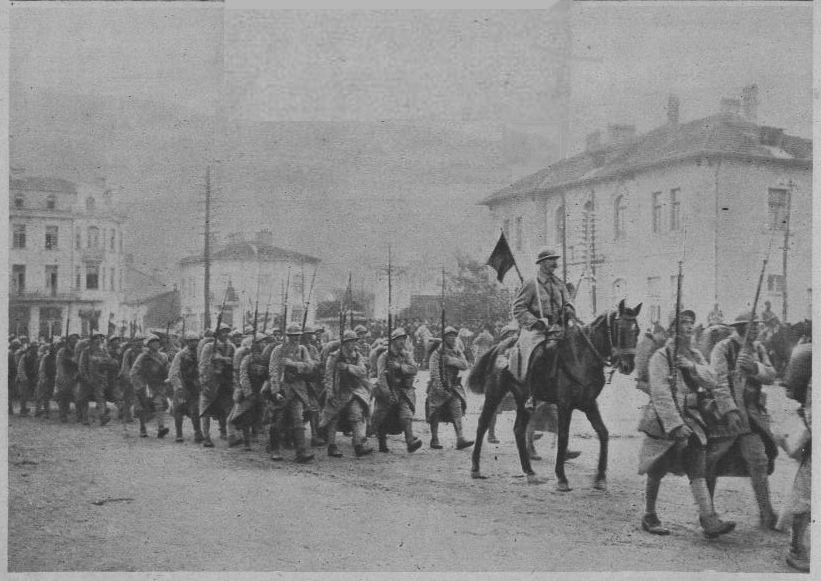
l'entrée à Kyoustendil en 1919.
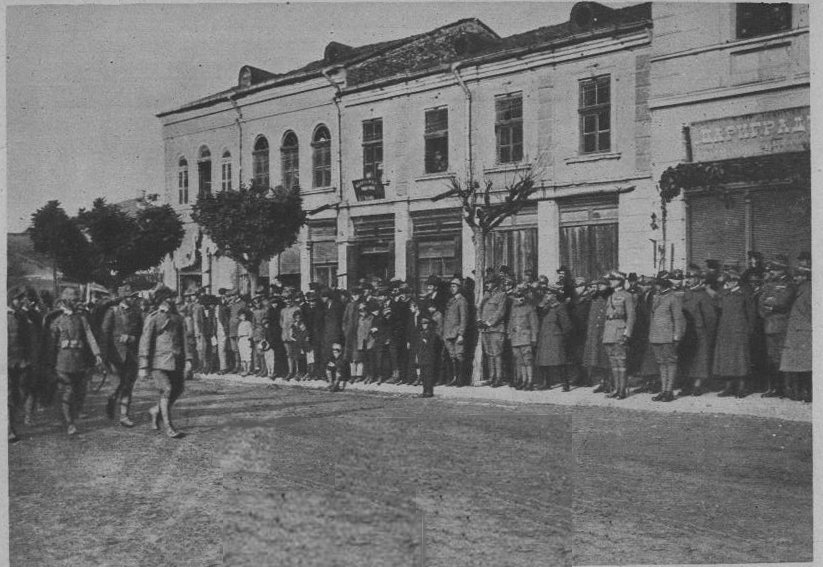
l'entrée à Kyoustendil en 1919.

### Entre-deux-guerres
Recréé après sa dissolution en Bulgarie, le 58e RI est dissous le 1er janvier 1924.

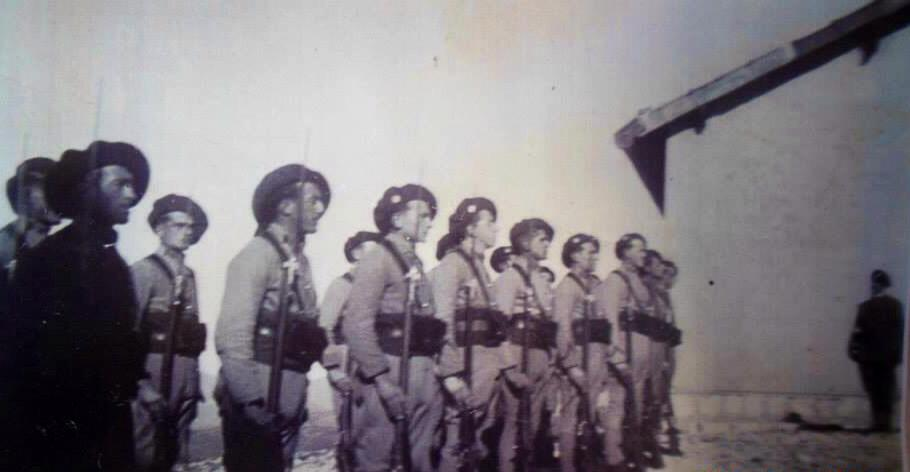
Soldats du au fort Masséna (fort de la Tête de Chien) en 1935.

Il est recréé le 1er octobre 1935, sous le nom de 58e demi-brigade alpine de forteresse, chargée de défendre la ligne Maginot sur la frontière des Alpes. Elle regroupe trois bataillons alpins de forteresse :
- 74e BAF, formé à partir du 4e bataillon du 141e RIA (vallées de la Tinée et de la Vésubie) ;

- 75e BAF, formé à partir du 4e bataillon du 3e RIA (massif de l'Authion, vallée de la Bévéra, poste de commandement à Peïra-Cava) ;
- 76e BAF, formé à partir du 5e bataillon du 3e RIA (littoral des Alpes-Maritimes).

### Seconde Guerre mondiale
La 58e DBAF est mobilisée le 28 août 1939 et ses trois bataillons sont renforcés par des réservistes pour former chacun une demi-brigade. Le 74e BAF donne naissance à la 61e demi-brigade alpine de forteresse et le 75e BAF à la 40e DBAF. La 58e DBAF du temps de guerre, formée à partir du 76e BAF, est constituée des 76e, 86e et 96e bataillons alpins de forteresse. Elle appartient au secteur fortifié des Alpes-Maritimes.
L'unité fait face à l'armée italienne en juin 1940 pendant la bataille des Alpes. Devant Menton, c'est le point fort de la Colle qui reçoit le choc le plus violent. Ce PA est tenu par quatre sections de la 58e demi-brigade alpine de forteresse, éloignées de 800 mètres les unes des autres, dans un terrain mouvementé. Devant le barrage rapide de Pont-Saint-Louis, les deux sections de tête italiennes sont stoppées et bloquent ainsi toute avance des compagnies suivantes. Mais débordant par le Nord, les Italiens réussissent à s'infiltrer dans Menton. Plus au Nord, devant Castillon, même scénario qu'à Menton.
À Orgiata, l'armistice avec les Italiens est signé à 18 heures 35. La cessation des hostilités sur tous les fronts est fixée à 00 h 35. Si, côté italien, la nouvelle est accueillie avec satisfaction et soulagement, côté français, les sentiments sont mitigés entre le soulagement, l'hébétude, le chagrin ou la colère. Jusqu'au bout, les Alpins ont espéré un miracle (comme en 1914) et ils refusent de croire à la défaite de la France, surtout face aux Italiens. À partir de 20 heures, les artilleurs français vident leurs caissons. L'artillerie italienne tente de répondre mais c'est encore la voie puissante des canons français qui domine. À minuit trente, les derniers obus sont envoyés avec rage. Le 24 juin à le Mentonnais, journée calme en raison du brouillard et des pluies torrentielles, sauf, l'équipage de l'ouvrage de barrage rapide de Pont-Saint-Louis à Menton le 25 juin au matin. Les éclaireurs-skieurs se ressaisissent et avec l'aide de l'artillerie repousse toute tentative ennemie. Devant Castillon, les Italiens, sous le couvert du drapeau de la Croix Rouge, tentent de s'emparer par surprise de l'avant-poste de Pierre-Pointue[réf. nécessaire]. Grâce à la fermeté de l'adjudant-chef Lanteri, la ruse est déjouée.
A Menton, un cordon de tirailleurs sénégalais (4e RTS) mis en place le long du torrent de Gorbio empêche tout franchissement par les "Chemises noires". En ville, c'est le pillage[réf. nécessaire]… L'avant-poste de Pont-Saint-Louis, privé de toute communication, continue de rafaler sur tout mouvement ennemi[réf. nécessaire]. Ce n'est que vers deux heures que l'équipage est averti de l'Armistice par deux officiers de liaison français. Le drapeau français flotte sur tous les ouvrages de la PR[Quoi ?]. Devant les postes français, les Italiens passent la journée à ramasser leurs blessés et leurs tués[réf. nécessaire]. En effet, comparées à celles des Français, les pertes italiennes sont éloquentes. Dans les Alpes-Maritimes, 179 tués, 813 blessés, 106 prisonniers italiens contre 7 tués, 10 blessés, 33 prisonniers français[réf. nécessaire]. Les seuls éléments d'avant-poste français, soutenus par les feux puissants d'une artillerie efficace, ont tenu en échec l'infanterie italienne, malgré sa supériorité numérique. L'Armée des Alpes invaincue doit se retire derrière une ligne, à 50 kilomètres de la ligne atteinte par les troupes italiennes. Les Français ont 10 jours pour évacuer cette zone démilitarisée. On commence par replier les avant-postes et les équipages rentrent dans nos lignes, la tête haute, avec armes et bagages, après avoir fermé à clé la porte de leur ouvrage. Puis le 30 juin, c'est le tour de la position de résistance avec stupéfaction et rage, les équipages sont obligés d'abandonner leur ouvrage invaincu, sans pouvoir saborder le matériel. Par étapes à pied ou par voie ferrée, les unités rejoignent leur cantonnements de démobilisation dans le Var. Avant la séparation cours d'une ultime prise d'armes, les chefs de corps adressent un vibrant ordre du jour à leurs hommes qui ont une mentalité à cette époque fort rare en France, "être vainqueur"[réf. nécessaire].

## Drapeau
Il porte, cousues en lettres d'or dans ses plis, les inscriptions suivantes :
- Rivoli 1797
- Friedland 1807
- Ocana 1809
- Anvers 1832
- La Marne 1914
- Monastir 1916
- AFN 1952-1962

## Décorations
Pas de citations du régiment mais des citations par compagnies puis sections.

## Personnalités ayant servi au58eRI
- Charles Lowenski Fisson Jaubert d'Aubry de Puymorin (1832-1910) alors lieutenant
- Joseph Gabriel Bellarigue (1827-1882) alors chef de bataillon
- Michel Brayer (1769-1840), alors commandant
- Nicolas François Conroux (1770-1813), alors sous-lieutenant puis lieutenant
- Alphonse Denis (1794-1876), homme politique
- Paul Fiolle (1887-1916), médecin et romancier, y fait son service militaire de 1905 à 1906. Son nom est inscrit au Panthéon parmi les 560 écrivains morts au combat pendant la Première Guerre mondiale.
- Lazare Hoche
- Louis Marion Jacquet alors major
- Albert Souques (1890-1952), Compagnon de la Libération.

## Sources et bibliographie
- À partir du Recueil d’historiques de l’infanterie française (général Andolenko - Eurimprim 1969).
- Jean-Yves Mary, Alain Hohnadel, Jacques Sicard et François Vauviller (ill. Pierre-Albert Leroux), Hommes et ouvrages de la ligne Maginot, t. 4, Paris, Éditions Histoire & Collections, coll. « L'Encyclopédie de l'Armée française » (no 2), 2009, 182 p. (ISBN 978-2-915239-46-1).